# Cezar dla najlepszej aktorki w roli drugoplanowej
Cezar dla najlepszej aktorki w roli drugoplanowej przyznawany od 1976 roku, przez Francuską Akademię Sztuki i Techniki Filmowej.

## 1971-1980
1976: Marie-France Pisier – Kuzyn, kuzynka jako Karine oraz Wspomnienia z Francji jako Regina

nominacje:
- Andréa Ferréol – Ciasteczka jako klientka Adèle Hugo
- Isabelle Huppert – Aloïse jako Aloïse (dziecko)
- Christine Pascal – Niech się zacznie zabawa jako Emilie

1977: Marie-France Pisier – Barok jako Nelly

nominacje:
- Anny Duperey – Jak zrobić słonia w trąbę jako Charlotte
- Brigitte Fossey – Dobrzy i źli jako Dominique
- Francine Racette – Światło jako Julienne

1978: Marie Dubois – Nieustające zagrożenie jako Dominique Montlaur

nominacje:
- Nelly Borgeaud – Mężczyzna, który kochał kobiety jako Delphine Grezel
- Geneviève Fontanel – Mężczyzna, który kochał kobiety jako Hélène
- Florence Giorgetti – Koronczarka jako Marylène
- Valérie Mairesse – Repérages jako Esther

1979: Stéphane Audran – Violette Nozière jako Germaine Nozière

nominacje:
- Arlette Bonnard – Taka zwykła historia jako Gabrielle
- Nelly Borgeaud – Cukier jako Hilda Courtois
- Eva Darlan – Taka zwykła historia jako Anna

1980: Nicole Garcia – Kobieciarz jako Marie-France

nominacje:
- Myriam Boyer – Czarna seria jako Jeanne
- Dominique Lavanant – Courage fuyons jako Mathilda
- Maria Schneider – Pamiętniki francuskiej dziwki jako Maloup

## 1981–1990
1981: Nathalie Baye – Ratuj się kto może (życie) jako Denise Rimbaud

nominacje:
- Andréa Ferréol – Ostatnie metro jako Arlette Guillaume
- Claire Maurier – Zły syn jako Madeleine
- Delphine Seyrig – Droga nieznajoma jako Yvette

1982: Nathalie Baye – Dziwna sprawa jako Nina Coline

nominacje:
- Stéphane Audran – Czystka jako Huguette Cordier
- Sabine Haudepin – Hotel Ameryka jako Elise Tisserand
- Véronique Silver – Kobieta z sąsiedztwa jako Odile Jouve

1983: Fanny Cottençon – Gwiazda Północna jako Sylvie Baron

nominacje:
- Stéphane Audran – Raj dla wszystkich jako Edith
- Danielle Darrieux – Pokój w mieście jako Margot Langlois
- Denise Grey – Prywatka 2 jako Poupette

1984: Suzanne Flon – Mordercze lato jako Nine

nominacje:
- Victoria Abril – Księżyc w rynsztoku jako Bella
- Stéphane Audran – Śmiertelny wyścig jako Szara dama
- Sabine Azéma – Życie jest powieścią jako Élisabeth Rousseau
- Agnès Soral – Cześć, pajacu jako Lola

1985: Caroline Cellier – Rok meduzy jako Claude

nominacje:
- Victoria Abril – Rachunek jako Patty
- Carole Bouquet – Prawy brzeg, lewy brzeg Sekwany jako Babée Senanques
- Élisabeth Bourgine – Siódma ofiara jako Laura
- Maruschka Detmers – La pirate jako Carole

1986: Bernadette Lafont – Złośnica jako Léone

nominacje:
- Anémone – Śmierć we francuskim ogrodzie jako Edwige Ledieu
- Catherine Frot – Klatka C jako Béatrice
- Dominique Lavanant – Trzech mężczyzn i dziecko jako pani Rapons
- Macha Méril – Bez dachu i praw jako pani Landier

1987: Emmanuelle Béart – Manon u źródeł jako Manon

nominacje:
- Clémentine Célarié – Betty Blue jako Annie
- Danielle Darrieux – Miejsce zbrodni jako Babcia
- Marie Dubois – Zejście do piekieł jako Lucette Beulemans
- Jeanne Moreau – Paltoquet jako Właścicielka

1988: Dominique Lavanant – Zmącone śledztwo jako Catherine "Karen" Dariller

nominacje:
- Sylvie Joly – Cud jako pani Fox Terrier
- Anna Karina – Cayenne Palace jako Lola
- Marie Laforêt – Fucking Fernand jako Lotte
- Bernadette Lafont – Maski jako Patricia Marquet

1989: Hélène Vincent – Życie to długa, spokojna rzeka jako Marielle Le Quesnoy

nominacje:
- María Casares – Lektorka jako Wdowa po generale
- Françoise Fabian – Trzy miejsca na 26 jako Marie-Hélène
- Dominique Lavanant – Kilka dni ze mną jako Irène Frontin
- Marie Trintignant – Sprawa kobiet jako Lucie

1990: Suzanne Flon – Rusałka jako Louise Muselier

nominacje:
- Clémentine Célarié – Indyjski nokturn jako Christine
- Sabine Haudepin – Force majeure jako Jeanne
- Ludmila Mikaël – Białe małżeństwo jako Catherine Hainaut
- Micheline Presle – Chcę wracać do domu jako Isabelle Gauthier

## 1991-2000
1991: Dominique Blanc – Milou w maju jako Claire

nominacje:
- Catherine Jacob – Ciocia Danielle jako Catherine Billard
- Odette Laure – Daddy Nostalgie jako Miche
- Danièle Lebrun – Tatie Danielle jako Tatie Danielle
- Thérèse Liotard – Milou w maju jako Camille

1992: Anne Brochet – Wszystkie poranki świata jako Madeleine

nominacje:
- Jane Birkin – Piękna złośnica jako Liz
- Catherine Jacob – Dziękuję ci życie jako Evangéline Pelleveau
- Valérie Lemercier – Operacja Corned-Beef jako Marie-Laurence
- Hélène Vincent – Nie całuję jako Evelyne

1993: Dominique Blanc – Indochiny jako Yvette

nominacje:
- Zabou Breitman – Kryzys jako Isabelle
- Brigitte Catillon – Serce jak lód jako Regine
- Michèle Laroque – Kryzys jako Martine
- Maria Pacôme – Kryzys jako Matka Victora

1994: Valérie Lemercier – Goście, goście jako Frénégonde de Pouille/Béatrice de Montmirail

nominacje:
- Myriam Boyer – Un, deux, trois, soleil jako Daniela Laspada
- Judith Henry – Germinal jako Catherine Maheu
- Marie Trintignant – Świstaki jako Lucie
- Marthe Villalonga – Moja ulubiona pora roku jako Berthe

1995: Virna Lisi – Królowa Margot jako Katarzyna Medycejska

nominacje:
- Dominique Blanc – Królowa Margot jako Henrietta Nawarska
- Catherine Jacob – Dziewięć miesięcy jako Dominique
- Michèle Moretti – Dzikie trzciny jako pani Alvarez
- Line Renaud – Nie mogę zasnąć jako Ninon

1996: Annie Girardot – Nędznicy jako pani Thenardier

nominacje:
- Jacqueline Bisset – Ceremonia jako Catherine Lelievre
- Clotilde Courau – Élisa jako Solange
- Carmen Maura – Szczęście jest na łące jako Dolores Thivart
- Claire Nadeau – Nelly i pan Arnaud jako Jacqueline

1997: Catherine Frot – W rodzinnym sosie jako Yolande

nominacje:
- Agnès Jaoui – W rodzinnym sosie jako Betty
- Sandrine Kiberlain – Wielce skromny bohater jako Yvette
- Michèle Laroque – Pedał jako Marie
- Valeria Bruni Tedeschi – Mój mężczyzna jako Sanguine

1998: Agnès Jaoui – Znamy tę piosenkę jako Camille Lalande

nominacje:
- Pascale Roberts – Marius i Jeannette jako Caroline
- Mathilde Seigner – Nettoyage à sec jako Marylin
- Marie Trintignant – Kuzyn jako Juge Lambert
- Karin Viard – Wędrowcy jako Coralie

1999: Dominique Blanc – Ci, którzy mnie kochają, wsiądą do pociągu jako Catherine

nominacje:
- Anémone – Lautrec jako Adèle de Toulouse-Lautrec
- Arielle Dombasle – Nuda jako Sophie
- Catherine Frot – Kolacja dla palantów jako Marlène Sasseur
- Emmanuelle Seigner – Plac Vendome jako Nathalie

2000: Charlotte Gainsbourg – Gwiazdkowy deser jako Milla Robin

nominacje:
- Catherine Mouchet – Rodzinny interes jako Lucie
- Bulle Ogier – Salon piękności Venus jako Madame Nadine
- Line Renaud – Moja piękna teściowa jako Pierrette Dumortier
- Mathilde Seigner – Salon piękności Venus jako Nicou

## 2001–2010
2001: Anne Alvaro – Gusta i guściki jako Clara Devaux

nominacje:
- Jeanne Balibar – Jutro też jest dzień jako Elisabeth
- Agnès Jaoui – Gusta i guściki jako Manie
- Mathilde Seigner – Harry, twój prawdziwy przyjaciel jako Claire
- Florence Thomassin – Kwestia smaku jako Béatrice

2002: Annie Girardot – Pianistka jako Matka

nominacje:
- Nicole Garcia – Betty Fisher i inne historie jako Margot Fisher
- Noémie Lvovsky – Moja żona jest aktorką jako Nathalie
- Isabelle Nanty – Amelia jako Georgette
- Line Renaud – Chaos jako Mamie

2003: Karin Viard – Letni zawrót głowy jako Véronique

nominacje:
- Dominique Blanc – Ładne kwiatki! jako Edith
- Danielle Darrieux – 8 kobiet jako Mamy
- Emmanuelle Devos – Przeciwnik jako Marianne
- Judith Godrèche – Smak życia jako Anne-Sophie

2004: Julie Depardieu – Mała Lili jako Jeanne-Marie

nominacje:
- Judith Godrèche – France Boutique jako Estelle
- Isabelle Nanty – Tylko nie w usta jako Arlette Poumaillac
- Géraldine Pailhas – Koszty życia jako Helena
- Ludivine Sagnier – Basen jako Julie

2005: Marion Cotillard – Bardzo długie zaręczyny jako Tina Lombardi

nominacje:
- Ariane Ascaride – Jedwabna opowieść jako pani Melikian
- Mylène Demongeot – 36 jako Manou Berliner
- Julie Depardieu – Podium jako Vero
- Émilie Dequenne – Pomocnik jako Brigitte

2006: Cécile de France – Smak życia 2 jako Isabelle

nominacje:
- Catherine Deneuve – Królową być jako Eugénia
- Noémie Lvovsky – Kulisy sławy jako Juliette
- Charlotte Rampling – Lemming jako Alice Pollock
- Kelly Reilly – Smak życia 2 jako Wendy

2007: Valérie Lemercier – Krzesła orkiestry jako Catherine Versen

nominacje:
- Christine Citti – Melodia życia jako Michèle
- Dani Graule – Krzesła orkiestry jako Claudie
- Mylène Demongeot – Francuska Kalifornia jako Katia
- Bernadette Lafont – Układ idealny jako Geneviève Costa

2008: Julie Depardieu – Tajemnica jako Louise

nominacje:
- Noémie Lvovsky – Aktorki jako Nathalie
- Bulle Ogier – Przetańczyć życie jako Geneviève Bellinsky
- Ludivine Sagnier – Tajemnica jako Hannah Golda Stirn/Grinberg
- Sylvie Testud – Niczego nie żałuję – Edith Piaf jako Mômone

2009: Elsa Zylberstein – Kocham cię od tak dawna jako Léa

nominacje:
- Jeanne Balibar – Sagan jako Peggy Roche
- Anne Consigny – Świąteczne opowieści jako Elizabeth
- Edith Scob – Pewnego lata jako Hélène
- Karin Viard – Niebo nad Paryżem jako Piekarzowa

2010: Emmanuelle Devos − Początek jako Stéphane

nominacje:
- Aure Atika − Mademoiselle Cambon jako Véronique Chambon
- Anne Consigny − Porwanie jako Françoise Graff
- Audrey Dana − Witamy jako Marion
- Noémie Lvovsky − Przystojniaki jako Matka d'Hervé

## 2011–2020
2011: Anne Alvaro − Dźwięk kostek lodu jako Louisa

nominacje:
- Valérie Bonneton − Niewinne kłamstewka jako Véronique Cantara
- Laetitia Casta − Gainsbourg jako Brigitte Bardot
- Julie Ferrier − Heartbreaker. Licencja na uwodzenie jako Mélanie
- Karin Viard − Żona doskonała jako Nadège

2012: Carmen Maura − Kobiety z 6. piętra jako Concepción Ramírez

nominacje:
- Zabou Breitman − Minister jako Pauline
- Anne Le Ny − Nietykalni jako Yvonne
- Noémie Lvovsky − Apollonide. Zza okien domu publicznego jako Marie-France
- Karole Rocher − Poliss jako Chrys

2013: Valérie Benguigui − Imię jako Elisabeth
- Judith Chemla − Camille powtarza rok jako Josépha
- Isabelle Huppert − Miłość jako Eva
- Yolande Moreau − Camille powtarza rok jako Camille
- Edith Scob − Holy Motors jako Céline

2014: Adèle Haenel − Suzanne jako Marie

nominacje:
- Marisa Borini − Un Château en Italie jako Matka
- Françoise Fabian − Guillaume i chłopcy! Kolacja! jako Babou
- Julie Gayet − Francuski minister jako Valérie Dumontheil
- Géraldine Pailhas − Młoda i piękna jako Sylvie

2015: Kristen Stewart − Sils Maria jako Valentine

nominacje:
- Marianne Denicourt − Hipokrates jako dr Denormandy
- Claude Gensac − Lulu, femme nue jako Marthe
- Izïa Higelin − Samba jako Manue
- Charlotte Le Bon − Yves Saint Laurent jako Victoire Doutreleau

2016: Sidse Babett Knudsen − Subtelność jako Ditte Lorensen-Coteret

nominacje:
- Sara Forestier − Z podniesionym czołem jako Séverine
- Agnès Jaoui − Wyprawa jako Laetitia
- Noémie Lvovsky − Piękne lato jako Monique
- Karin Viard − Vingt et une nuits avec Pattie jako Pattie

2017: Déborah Lukumuena − W pogoni za marzeniami jako Maimouna

nominacje:
- Nathalie Baye − To tylko koniec świata jako Martine
- Valeria Bruni Tedeschi − Martwe wody jako Isabelle Van Peteghem
- Anne Consigny − Elle jako Anna
- Mélanie Thierry − Tancerka jako Gabrielle

2018: Sara Giraudeau − Cierpkie mleko jako Pascale Chavanges

nominacje:
- Adèle Haenel − 120 uderzeń serca jako Sophie
- Mélanie Thierry − Do zobaczenia w zaświatach jako Pauline
- Laure Calamy − Ava jako Maud
- Anaïs Demoustier − La villa jako Bérangère